# Fortín (municipalité)
La municipalité de Fortín est l'une des 212 municipalités de l'État de Veracruz, et est située dans la partie centrale de cet État. Elle se situe à l'ouest du golfe du Mexique, sur les contreforts de la chaîne de montagnes de la Sierra Madre orientale, et fait partie du bassin versant de la rivière Río Blanco, affluent nord du fleuve Río Papaloapan. Son chef-lieu est la ville de Fortín de las Flores. Elle dépend de la région administrative de Las Montañas, qui est une des 10 subdivisions administratives de l'État de Veracruz. Elle fait également partie de la "Zona metropolitana de Córdoba", qui regroupe autour de la ville de Córdoba les municipalités faisant partie de sa sphère d'influence.

## Géographie
La municipalité de Fortín s'étend du nord au sud entre les vallées des rivières Río Negro et Río Metlac, qui forment respectivement pour partie ses limites est et ouest. Elles rejoignent plus au sud la rivière Río Blanco, qui forme alors la limite sud-ouest de son territoire. Assise sur les contreforts de la chaîne de montagnes de la Sierra Madre orientale, son altitude oscille entre 585 et 1400 mètres. Son chef-lieu est la ville de Fortín de las Flores, qui se trouve au centre de son territoire, encadrée par les rivières Río Negro à l'est, et Río Metlac à l'ouest. Ce territoire couvre une superficie de 61,1 km2, et était peuplé en 2015 de 66 168 habitants, pour une densité de 1074,2 habitants par km2.
La municipalité fait partie de la Zona metropolitana de Córdoba (es), qui est composée des municipalités de Amatlán de los Reyes, Córdoba, Fortín et Yanga.
Elle est limitrophe au nord de celle de Chocamán, à l'ouest de celles d'Atzacan, de Ixtaczoquitlán et de Naranjal, et à l'est de celles de Amatlán de los Reyes, et de Córdoba.

## Composition et démographie
La municipalité était composée en 2015 de 77 localités, dont 4 étaient considérées comme urbaines, les autres étant rurales.
| Localité                | Population |
| ----------------------- | ---------- |
| Fortín de las Flores    | 21 370     |
| Córdoba (Santa Leticia) | 11 720     |
| Monte Blanco            | 6911       |
| San Marcial             | 3055       |
| Monte Salas             | 1850       |
| Reste des localités     | 14 855     |
| Total population        | 59 761     |

En plus de l'espagnol, plusieurs langues amérindiennes sont parlées dans la municipalité, dont les principales sont par ordre d'importance : le nahuatl, le mazatèque, le zapotèque, le mixtèque, le chinantèque, et le maya.

## Histoire
Un fort est attesté depuis la fin XVIIIe siècle sur les lieux de la ville de Fortín de las Flores.
La municipalité de Fortín est créée en 1930 sur des parts de territoires des municipalités de Córdoba et Ixtaczoquitlán.
En 1955, la localité de Fortín reçoit le titre de ville et est renommée Fortín de las Flores.

## Économie

### Agriculture et élevage
La superficie des parcelles semées représentait en 2019 une surface totale de 3395 hectares, parmi lesquels 1794 hectares étaient voués à la culture du caféier, 1100 hectares étaient voués à la culture de la canne à sucre, et 421 hectares étaient voués à celle de la feuille de bananier.
En 2019, la production de viande par tonnes comprenait 5 tonnes de viande bovine, 177,7 tonnes de viande porcine, 1,3 tonne de viande ovine, 10 016,1 tonnes de volailles, et 0,2 tonnes de dinde. La superficie vouée à l'élevage représentait alors 17 hectares.